# L'Homme sans visage (mini-série)
Pour les articles homonymes, voir L'Homme sans visage.
L'Homme sans visage est une mini-série franco-italo-germano-yougoslave en huit épisodes de 52 minutes, créée par Jacques Champreux, réalisée par Georges Franju en 1973 et diffusée du 17 juillet 1975 au 4 septembre 1975 sur TF1.

## Synopsis
A Paris, l’homme sans visage, caché sous sa cagoule rouge ou agissant déguisé sous diverses identités, a pour dessein de trouver le trésor des Templiers afin d’asservir le monde. Pour ce faire, il fait appel à plusieurs complices dont une femme énigmatique surnommée communément “La femme” ainsi qu’un savant fou nommé “Docteur Dutreuil”. Afin de mener à bien son  projet diabolique, l’homme sans visage demande au Docteur Dutreuil de lobotomiser des hommes afin de les transformer en robots humains et ainsi, constituer une armée inarrêtable. Mais leur entreprise est mise à mal grâce à la présence de Paul, neveu d’une de leurs victimes, de sa compagne Martine Leduc, du commissaire Sorbier  ainsi que du détective Séraphin. Ces derniers, bien décidés à ne pas laisser les malfaiteurs triompher, multiplient les pièges afin de mettre fin à leur machination. Une traque commence, sous l’oeil vigilant de la société secrète des Templiers, qui veille dans l’ombre…   

## Distribution
- Jacques Champreux : L'homme sans visage
- Gayle Hunnicutt : La femme
- Josephine Chaplin : Martine Leduc
- Ugo Pagliai : Paul de Borrego
- Gert Fröbe : Commissaire Sorbier
- Enzo Fisichella : Inspecteur Péclet
- Patrick Préjean : Séraphin Beauminon
- Clément Harari : Docteur Dutreuil
- Jean Saudray : Le Sacristain
- Gérard Croce : La Futaille
- Jean Solar : Professeur Landier
- Raoul Guylad :  Boris
- Michel Charrel : Le marninier
- Micheline Bourday : La marinière
- May Chartrettes : Mme Lépié
- Jacques Aveline : Le marchand de journaux
- Jacques Bouvier : Le garçon de café du "Sisi-Brahim"
- François Marié : Bernard Trevoux
- Yvon Sarray : Albert (sous le nom d'"Annet Yvon Sarray")
- Roberto Bruni : Maxime de Borrego
- Henri Czarniak : Le contremaître du chantier
- Christiane Barry : La fausse femme Baklava
- Serge Coursan : Le curé
- Pierre Collet : Le grand maître des templiers
- Jacqueline Hopstein : La concierge
- Marcel Hauriac : Le concierge
- Geneviève Bray : Une voisine
- Mag Avril : Une voisine
- Michel Paulin : Inspecteur Florent
- André Jaud : Inspecteur L'enfant
- Raymond Bussières : L'acheteur
- Judith Benha : Une secrétaire
- Rosine Young : Une secrétaire
- Marcel Gassouk : Le poseur de persiennes #1
- Hugues Liese : Le poseur de persiennes #2
- François Bocquet : Le poseur de persiennes #3
- Marcel Portier : Le patron du café "Tourlourou"
- Jean Degrave : Le commandant de gendarmerie
- Jack Berard : L'inspecteur tué
- Laurent Oget : Moule à singe
- Annick Berger : Mme Gouzbékian
- Georges Douking : M. Gouzbékian
- Roland Neunreuther : Un motard
- Michel Norman : Un motard / Le chauffeur de taxi de Martine
- Claude Beauthéac : Pogne en Jonc
- Armand Pradel : Tatave (sous le nom d'"A. Pradel")
- Claude Vernier : Le docteur Fortier
- Claude Boisson : Manoël
- Martin Trévières : Duvallier
- Cheik Doukouré : Le travailleur noir

## Fiche technique
Source: archives Inathèque
- Réalisation: Georges Franju
- Adaptation: Jacques Champreux
- Scénario: Jacques Champreux
- Dialogue: Jacques Champreux
- Société de programmes: Télévision Française 1
- Producteurs: Producteur, Paris : Terra Film, 1971 ; Producteur, Paris : Office national de radiodiffusion télévision française, 1971

## Production - tournage
- Jacques Champreux écrit L’Homme sans visage à un moment de sa vie où il est quelque peu perdu dans sa carrière, il est de moins en moins comédien au théâtre et on commence à penser qu’il se consacre uniquement à l’écriture de films. Il écrit L’Homme sans visage de manière presque automatique, pour s’amuser, sans savoir le projet que cela allait donner (il a même pensé à en faire un scénario de bande-dessinée). Au départ, L’Homme sans visage devait durer treize heures, ils ont obtenu de faire six heures et ont négocié pour huit heures, durée finale de la série télévisée[1].
- Champreux qualifie le tournage de L’Homme sans visage de “complètement acrobatique et fou” car il avoue que le producteur était un “alcoolique invétéré et qui n’était plus bon à rien à partir de six heures du soir”. Le producteur s’est laissé manipuler par la co-production italienne qui les a menés en Yougoslavie pour le tournage. Le tournage a été assez chaotique en Yougoslavie car les Serbes refusaient de prêter le matériel en studio mais de le louer, ce qui posait un problème de budget. Selon Champreux, ils interrompaient les tournages. Tous les intérieurs ont été filmés en Yougoslavie quasiment sans régie car tout le monde était débordé par la carence de la coproduction yougoslave et italienne[1].
- Yves Jaigu, à l’époque directeur de l’ORTF, propose à Champreux et Franju de réaliser un Fantômas[8] pour la télévision mais le projet échoue pour une raison de budget accordé trop faible. Champreux continue un projet qu’il avait débuté précédemment autour de l’idée d’une société secrète de Templiers, cela deviendra L’Homme sans visage[9].
- Le producteur de la série L'Homme sans visage proposa à Georges Franju de réaliser un film à partir du même sujet que le feuilleton. Le réalisateur tourna donc simultanément et pour le feuilleton télévisé et pour le film de cinéma Nuits rouges[10], exploité au cinéma en 1974. Il s'agit d'ailleurs du tout dernier long-métrage sorti en salles réalisé par Georges Franju[11].
- Une fin différente fut tournée pour la télévision allemande, dans laquelle l'homme sans visage et la Femme étaient tués lors de l'assaut final.
- Après la diffusion de L’Homme sans visage, Jacques Champreux fut contacté par des Templiers modernes[12].

## Liste des épisodes
Source : archives TF1

### Épisode 1:La nuit du voleur de cerveaux
Diffusion : 17 juillet 1975
Un matin, la police découvre le corps d’une victime immergée dans l’eau de la Seine. Il s’agit de la troisième victime trépanée depuis un mois. Selon eux, c’est le voleur de cerveaux qui a encore frappé.
La nouvelle se répand dans la ville. Mademoiselle Ermance, propriétaire du magasin de vêtements pour femmes « Au Bonheur des Dames » reçoit deux hommes. Ces derniers sont en réalité des bandits, nommés Gaston et Bertin, qu’elle engagera pour réaliser des travaux pour elle, notamment travailler pour l’homme sans visage.
On découvre que Mademoiselle Ermance n’est pas une femme, mais l’homme sans visage. Ce dernier se rend donc dans son QG pour consulter ses sbires. Il reçoit des nouvelles d’un de ses correspondants à Bogota grâce un dossier de la police colombienne. L’homme qu’il recherche à Bogota serait en lien avec le voleur de cerveaux en France. Le voleur se fait passer pour un docteur en France et recrute ses victimes par le biais de petites annonces suspectes. L’homme sans visage ordonne alors à sa collègue de répondre à une de ces annonces afin de pouvoir le coincer.
La police réussit à obtenir plus d’informations concernant les crimes. Tous les suspects possèdent sur eux des poils de chiens-loups et des traces de cyprès de Sibérie. La police part à la recherche de lieux en région parisienne, en présence de ces deux éléments.
Le soir même, la collègue de l’homme masqué arrive au rendez-vous de l’annonce. La femme entre dans un grand manoir, avec des chiens-loups tout autour. Le docteur Dutour la reçoit, pendant la nuit, et lui explique qu’il a besoin d’elle en tant qu’assistante pour réaliser ses expériences. Elle est de suite engagée. Pendant la nuit, l’homme sans visage coince le docteur et le force à travailler pour lui.
On apprend que le docteur Dutour est en réalité le Docteur Dutreuil qui était enfermé dans un asile en Colombie. Dans son nouveau local, le docteur évoque son passé et sa découverte scientifique : le syndrome de Dutreuil. Cela consiste à créer une lésion dans une région au centre du cerveau afin de pouvoir créer des robots-humains qui se soumettent à tous les ordres.

### Épisode 2:Le masque de plomb
Diffusion : 24 juillet 1975
Arraché in extremis aux mains de la police, le docteur Dutreuil est installé par l'homme sans visage dans un laboratoire souterrain où il peut poursuivre ses expériences afin de créer les hommes-robots.
Pendant que le docteur mène son expérience, l'homme sans visage fait enlever et tuer Bernard Trévoux. Le cadavre est jeté dans un chantier où sera édifié un futur ensemble immobilier baptisé la "Cité du bonheur". Mais l'enlèvement de Bernard a eu un témoin, Christiane, sa fiancée, qui avertit la police.
Mademoiselle Ermance, reçoit dans son commerce le domestique Albert. Il vient vendre une information qu'il juge de la plus haute importance. Son maître Maxime de Borrego connaîtrait le secret du trésor des Templiers.
L'enquête amène l'inspecteur Péclet sur le chantier "la cité du bonheur" où avait travaillé le disparu. L’inspecteur rencontre Léopold de Baklava, puissant homme d'affaires et promoteur. Ce dernier se refuse à donner des informations puis, quittant le chantier, regagne son château. On découvre que Léopold de Baklava n'est autre que l'homme sans visage. Il quitte son domaine pour retrouver le docteur, laissant sa doublure s'occuper de recevoir le curé. L’homme sans visage retrouve Dutreuil triomphant, ses expériences ont enfin réussi. Le robot humain est devenu réalité.

### Épisode 3:Les tueurs sans âmes
Diffusion : 31 juillet 1975
L’homme sans visage n’étant pas persuadé que Maxime de Borrego dit la vérité sur le secret des Templiers, il entend vérifier par lui-même les dires de l’historien. Il s’introduit par effraction chez lui et menace l’historien avec un couteau. Il veut savoir la vérité sur le secret des Templiers. Cependant, jusqu’à la fin; Maxime de Borrego refuse de parler et affirme que le secret n’existe pas. Il est torturé à mort par l’homme sans visage qui compte bien parvenir à ses fins.
Le lendemain matin, les policiers interrogent le serviteur de Monsieur de Borrego sur la scène du crime, jusqu’à l’arrivée du soi-disant neveu de Maxime de Borrego. Il n’est autre que l’homme sans visage sous une de ses multiples apparences, mais aidé par son complice (le serviteur Albert), il convainc les policiers de la supercherie.
Du côté des Templiers, la mission continue malgré la mort de Frère Bourdoin qui est en réalité Maxime de Borrego. Des hommes en costume portant le symbole des Templiers s’introduisent chez lui par le souterrain de la libraire pour récupérer son masque. On assiste ensuite au conseil des membres des Templiers. Frère Amaury est appelé à remplacer Frère Bourdoin.
Pendant ce temps-là arrive au commissariat le vrai Paul de Borrego, neveu de Maxime. La police retourne alors avec ce dernier sur le lieu du crime, pensant pouvoir attraper l’usurpateur, mais il parvient à s’échapper de justesse grâce à une arme répandant de la fumée dans toute la pièce. Il enferme les hommes à l’intérieur de la pièce et s’échappe appelant la femme à la rescousse. Les policiers et Paul de Borrego sont sauvés de justesse par un voisin alerté.
À la cérémonie des Templiers, Amaury accepte définitivement sa mission. On lui remet le masque. Il déclare la guerre à l’assassin de Borrego.
Le domestique Albert arrêté comme complice du faux neveu et comme complice du crime de Maxime de Borrego refuse de parler à la police. Finalement, les deux hommes de l’armée du crime de l’homme sans visage tuent le majordome à la sortie du bureau du commissaire.
L’homme sans visage tente alors de piéger Paul de Borrego en le faisant monter au volant d’une voiture sans chauffeur. Mais les policiers suivent la voiture et commence alors une course poursuite. Paul de Borrego finit par être expulsé de la voiture et le taxi est détruit.
Paul de Borrego se rend chez une amie à lui, Martine. L’homme sans visage, sous une nouvelle apparence, parvient à entrer dans l’appartement pour déposer des micros. Paul demande à Martine d’appeler le détective privé Séraphin Beauminon, car il besoin de son aide. Le détective accepte la collaboration avec Paul de Borrego et sans le savoir, il anéantit un des micros posés par l’homme sans visage. Cependant, l’autre est encore en écoute et l’épisode se termine par une phrase de Paul, annonçant à Séraphin : « C’est bien un secret que j’ai à vous confier ».

### Épisode 4:La mort qui rampait sur les toits
Diffusion : 7 août 1975
Paul apprend à Martine et Séraphin l’existence du trésor des Templiers et leur montre la clé de ce dernier. L’appartement dans lequel ils se trouvent est sur écoute. Séraphin se rend compte qu’ils sont surveillés et décide de tendre un piège au malfrat qui les espionne : faire croire que Martine est au courant de tout, ainsi le malfaiteur (l’homme sans visage) voudra la kidnapper (comme il l’avait fait pour Paul avant) et ils pourront connaître son identité.
La Femme, acolyte de l’homme sans visage, s’introduit dans l’appartement de Martine par le toit et tue le policier chargé de la surveiller. La Femme injecte un produit à la personne dormant dans le lit pensant qu’il s’agit de Martine, mais c’était Séraphin se faisant passer pour cette dernière.
À l’hôtel de Maxime Borrego, dans le quartier du Marais à Paris, une étrange personne fait son apparition. C’est le professeur Pétri, un historien anglais souhaitant acheter l'intégralité de la bibliothèque et des documents concernant les Templiers.
Séraphin Beauminon, pensant qu’il s’agit d’une entourloupe de l’homme sans visage, capture et ligote le pauvre professeur Pétri.
À nouveau libre, le professeur Pétri accepte de participer à un nouveau stratagème organisé par Paul. Cette fois, il souhaite organiser à l'Hôtel Drouot une vente aux enchères des objets de la collection de Maxime de Borrego. Ils y glisseront une fausse clé du secret du trésor des Templiers.
Martine s’occupe de fabriquer des sceaux de cire qu’elle rend authentiques jusqu’au moindre détail. Le professeur Pétri s’assure de la ressemblance avec les sceaux originaux.
L’homme sans visage est fortement intéressé mais il flaire le piège.
Par ailleurs, le docteur Dutreuil continue de perfectionner son avancée scientifique pour manipuler les robots-humains...

### Épisode 5:La marche des spectres
Diffusion : 14 août 1975
Un nouveau piège est tendu à l’homme sans visage : l’organisation d’une vente de faux documents templiers supposés contenir sous une forme hermétique le secret du trésor.
L’homme sans visage va donc s’introduire dans la salle des ventes en pleine nuit, ses arrières assurés par son armée de robots humains. Après une lutte acharnée contre le détective Séraphin Beauminon et Paul de Borrego, il parvient à s’échapper en laissant tout de même une trace de son sang après une blessure au poignet. Ce sang va permettre aux policiers de connaître son groupe sanguin. Paul de Borrego et Séraphin Beauminon parviennent à échapper à une mort certaine face aux robots humains en utilisant comme symbole de reconnaissance un foulard rouge.
La fausse vente aux enchères maintenue, un nouveau piège va être mis en place : l’achat des sceaux templiers par un policier.
Ayant pour but de cacher les sceaux en province, le policier se fera tuer dans le train par l’homme sans visage qui s’introduit dans son wagon. Enragé d’apprendre qu’il s’est fait piéger par de faux sceaux, l’homme sans visage va condamner à mort publiquement le Professeur Petri qui fait partie de la mascarade.
Le corps de Bernard Trévoux retrouvé dans le coffrage, l’inspecteur est invité pour une rencontre par Baklava. L’inspecteur va découvrir que Baklava est blessé au poignet comme l’homme sans visage. Séraphin Beauminon est alors chargé de récupérer un mégot de cigarette appartenant à Baklava afin d’en prélever de la salive permettant d’identifier son ADN.

### Épisode 6:Le sang accusateur
Diffusion : 21 août 1975
L’homme sans visage, sur un simple coup de téléphone à ses complices restés à Paris, dérobe le bracelet de Martine. Cette dernière habite désormais à l'hôtel particulier de Borrego où elle se sent davantage en sécurité.
Le lendemain matin, l'homme sans visage, sous les traits de Baklava le promoteur, se rend au café pour y rencontrer Séraphin Beauminon et lui tendre un piège. L’homme sans visage lui montre le bracelet de Martine, le convainc qu’il détient Martine en otage et lui donne rendez-vous dans une grange abandonnée le soir venu. Séraphin accepte mais, avant de quitter le café, fourre dans sa poche un autre mégot de cigarette abandonné par Baklava (l’homme sans visage).
Dans la grange, l’homme sans visage fait tomber Séraphin dans une trappe dissimulée sous le foin et l’emprisonne. Quelques heures plus tard, Paul, mystérieusement averti par un coup de téléphone, réussit à retrouver la trace du détective et le délivre.
De retour au commissariat, le commissaire Sorbier est furieux lorsqu’il apprend que les deux mégots de cigarettes ramassés par Séraphin ne partagent pas le même ADN. Mais Séraphin ne veut pas en démordre, ces deux cigarettes ont bien été fumé par Léopold de Baklava. Paul est persuadé que Baklava doit avoir un double.
Une perquisition est décidée le matin même au château de Baklava. Mais les complices du bandit, avertis à temps, prennent la fuite par les souterrains.
Plus tard, le commissaire Sorbier convoque Paul dans son bureau. Il trouve son comportement de plus en plus étrange. Il ne croit pas en l’alibi donné par Paul le soir du meurtre de son oncle et décide de mener une perquisition dans l'hôtel particulier où Paul réside actuellement.
La police y découvre le robot humain que les complices de l’homme sans visage avaient préalablement caché dans la cave ainsi que le ciboire en or massif dans le coffre du vestibule. Le piège de l’homme sans visage se referme sur Paul qui se fait immédiatement arrêter par la police et déférer devant le juge.

### Épisode 7:Le rapt
Diffusion : 28 août 1975
Alors que la cour martiale ne peut se prononcer sur la culpabilité de Paul, il est transféré de la prison au Palais de justice. L’homme sans visage profite de cette occasion pour l’enlever et l’emprisonner dans une maison abandonnée. Il souhaite utiliser les empreintes digitales de celui-ci afin de lui faire endosser la responsabilité des crimes qu’il s’apprête à commettre.
En parallèle, les hommes de mains de l’homme sans visage découvrent la théorie selon laquelle les vaisseaux templiers se rendaient en Amérique et en revenaient chargés de richesses. C’est pour protéger ce butin que fut construite en 1212 la forteresse du Temple, la « Tour de Trésor ».
Mais le vrai trésor était caché profondément sous terre, dans une crypte à laquelle on accédait par un escalier secret partant des caves de la tour.
En 1820, un immeuble a été construit à cet emplacement. Le nouvel immeuble, portant le numéro 25 de la rue de Picardie, a laissé intacte l’ancienne cave. Un fripier du nom de Gouzbékian y tient boutique et c’est lui qui occupe cette cave où il entrepose de vieilles hardes. L’homme sans visage s’installe chez ce dernier, kidnappe Madame Gouzbékian et la garde en otage afin de faire chanter le vieux fripier.
Cependant, Moule à Singe, un enfant à demi abandonné, découvre Paul emprisonné. Il avertit Séraphin qui réussit à délivrer son ami. L’homme sans visage a lancé un avis de recherche concernant Paul de Borrego. Il finit par assiéger la maison où se sont barricadés Paul, Séraphin et le sacristain.

### Épisode 8:Le secret des Templiers
Diffusion : 4 septembre 1975
Martine est enlevée par l’homme sans visage tandis que Séraphin et Paul s’enfuient. Moule à Singe conduit ces derniers chez le docteur Fortier car Paul a été blessé par un des sbires de l’homme sans visage.
L’homme sans visage enlève des travailleurs immigrés clandestins pour servir de sujets au docteur Dutreuil.
Les Templiers n’ont pas dit leur dernier mot. Le ciboire volé chez Maxime de Borrego est composé d’or alchimique doté d’une radioactivité détectable, tout comme les bagues portées par les chevaliers.
Paul et Séraphin réussissent à grimper sur le toit du camion transportant les travailleurs clandestins qui eux-mêmes portent les bagues des chevaliers Templiers.
Ils entrent dans le repaire de l’homme sans visage mais se font kidnapper. L’homme sans visage décide de confier Séraphin, Paul et Martine au docteur Dutreuil pour les robotiser. Les templiers d'abord, les policiers ensuite arrivent juste à temps et empêchent l’opération.
On retrouve les trois protagonistes, sains et saufs, à l'hôtel de Borrego en présence du Grand Maître des Templiers, installé dans le bureau de feu Maxime de Borrego. Le Grand Maître guide les jeunes gens à travers la porte secrète de la bibliothèque vers des souterrains. Paul, Martine et Séraphin découvrent le trésor des Templiers et jure de garder le secret sur ces informations.
Mademoiselle Ermance (l’homme sans visage) quitte sa boutique avec sa nièce (la femme) en disant à ses voisines qu’elle s’en va se ressourcer à la campagne.

## Réception du public
Selon le journaliste Paul-Louis Thirard, la série est passée quasiment inaperçue lors de sa première diffusion à la télévision. Pour lui, cela est dû à un scénario haché, non rigoureux ainsi qu'à un trop petit budget accordé au décor. Il note néanmoins un esthétisme et une intrigue propres à Franju, appréciés par les amateurs du réalisateur.
Par ailleurs, à l'époque de la première diffusion de L'Homme sans visage, les séries et les feuilletons français suscitent moins d'intérêt qu'auparavant. En effet, les Français se tournent davantage vers les séries étrangères telles que Cannon, Police story, Shaft et Columbo.